# Любомирский, Александр Якуб
Князь Александр Якуб Любомирский (11 мая 1695 — 16 ноября 1772, Дрезден) — государственный деятель Речи Посполитой, кухмистр великий коронный (1721—1728), мечник великий коронный (1728—1748), генерал артиллерии коронной (1729), генерал саксонской армии (1746—1752), староста пыздрынский, ратненский, богуславский, гневский и солецкий.

## Биография
Представитель польского княжеского рода Любомирских герба «Дружина». Младший сын гетмана великого коронного и каштеляна краковского Иеронима Августина Любомирского (1647—1706) и Констанции Бокум (ум. 1704). Старшие братья — хорунжий великий коронный Ежи Игнацы и староста болемовский Ян Казимир.
Учился в школе пиаристов в Жешуве. В 1704 году взятия города саксонскими войсками князь Александр Якуб Любомирский был взят в заложники и отправлен в Саксонию. Только после перехода гетмана великого коронного Иеронима Августина Любомирского на сторону Августа Сильного Александр был освобожден. Около 1710 года выехал на учёбу в Германию. В 1714 году сопровождал королевича Фридиха Августа в его путешествии во Францию.
В 1721 году Александр Якуб был назначен кухмистром великим коронным, а в 1728 году получил должность мечника великого коронного. В 1729 году был назначен командиром мушкетерского полка, в том же году получил чин генерал-майора польской армии. В 1745 году был пожалован в генералы саксонской кавалерии, в 1746 году стал генералом коронной артиллерии. 7 июня 1752 года отказался от генеральского чина в пользу саксонского премьер-министра Генрика фон Брюля. Участвовал в Семилетней войне с Пруссией, капитулировал с саксонской армией в Пирне в 1756 году.
В 1723 г. приобрёл в собственность Неборовский дворец. В 1726 удостоен ордена Белого орла.

## Семья
До 1720 года женился на Каролине Фредерике фон Фицтум (ум. после 1758), от брака с которой имел трёх дочерей:
- Фредерика Констанция Любомирская, 1-й муж граф Ролан Дезайёр, 2-й муж маркиз де Лире
- Каролина Генрика Любомирская, жена графа Кароля фон Флемминга
- Людвика Амелия Любомирская, жена фельдмаршала Саксонии и губернатора Дрездена графа Фридриха Августа Рутовского (1702—1764), внебрачного сына короля Речи Посполитой Августа Сильного и турчанки Фатимы.